# Aleksandr Gavrilovič Šljapnikov
Aleksandr Gavrilovič Šljapnikov (in russo Александр Гаврилович Шляпников?; Murom, 30 agosto 1885 – Mosca, 2 settembre 1937) è stato un rivoluzionario e politico russo.

## Biografia
Aleksandr Šljapnikov era figlio di operai, due vecchi credenti perseguitati dalla polizia e dai preti ortodossi. Per questo motivo egli stesso, anche nella scuola elementare di Murom, dovette subire dai maestri continue umiliazioni. Rimasto orfano di padre a tre anni, con la madre e i tre fratelli conobbe la più grande miseria e perciò, appena finita la scuola, si cercò un lavoro. Divenuto apprendista meccanico, nel 1900 fu assunto a Sormovo, presso Nižnij Novgorod, nella fabbrica Kondratov e l'anno dopo si trasferì a San Pietroburgo, operaio nelle officine Obuchov, da cui fu licenziato per aver partecipato a un grande sciopero represso nel sangue dalla polizia.
In quegli anni si era fatta un'esperienza politica e, tornato a Murom, dove lavorò come tornitore, nel 1903 organizzò un circolo socialdemocratico in collegamento con gli operai delle miniere di Vyksa e di Kulebaki. Nel 1904 due agenti infiltrati nel gruppo permisero alla polizia di arrestare i membri del gruppo e Šljapnikov si fece nove mesi di carcere prima di poter tornare a lavorare in officina sotto sorveglianza.
Nel luglio del 1905 il Partito Operaio Socialdemocratico Russo (POSDR) di Murom organizzò una commemorazione dei morti della domenica di sangue, che finì in tafferugli con la polizia. Una settimana dopo Šljapnikov fu arrestato e detenuto per tre mesi nel carcere di Vladimir. Liberato dall'amnistia e picchiato da un gruppo di Centoneri, ritornò a Murom fondandovi il Soviet operaio sull'esempio di Pietroburgo. Chiamato sotto le armi, rifiutò di prestare giuramento e fu di nuovo arrestato. Dopo un anno di carcere, fu condannato a scontare due anni di fortezza, ma venne liberato su cauzione.
Trasferitosi a Pietroburgo, fu membro attivo della frazione bolscevica del POSDR, e all'inizio del 1908 lasciò la Russia per vivere, lavorando come operaio, in Francia, in Inghilterra e in Germania. Nel 1911 si legò sentimentalmente alla compagna d'esilio Aleksandra Kollontaj. La coppia appariva decisamente tutt'altro che convenzionale: lei era un'intellettuale menscevica, di nobili ascendenze, di tredici anni più anziana dell'amante; lui un operaio metalmeccanico di umili origini, autodidatta, esponente di qualche rilievo della frazione bolscevica. Il rapporto, che si concluse nel 1916 e probabilmente contribuì, anche se in modo non determinante, a maturare l'adesione della Kollontaj al bolscevismo, si trasformò in seguito in una amicizia di lunga durata e in una generale consonanza di ideali politici che perdurò fino agli anni Trenta quando la Kollontaj, divenuta nonna, si trovava in sostanziale esilio all'estero, e Šljapnikov, diventato più volte padre, si avviava a finire giustiziato nel quadro delle purghe staliniane.
Ritornò a Pietroburgo nell'aprile del 1914 con un passaporto francese a nome Noé e di qui ripartì più volte in missione all'estero: nel 1916 si trovò negli Stati Uniti per raccogliervi fondi per il partito.
All'inizio della guerra si lasciò trascinare dal patriottismo, poi mutò atteggiamento e ne divenne un oppositore. A causa dell'arresto e della deportazione dei deputati bolscevichi della Duma, e dell'assenza degli altri maggiori dirigenti, in esilio all'estero, si trovò a essere, con Vjačeslav Michajlovič Molotov e Pëtr Antonovič Zaluckij, a capo del Comitato pietroburghese del partito bolscevico quando nel febbraio del 1917 iniziò la rivoluzione. Fu una delle figure di spicco del movimento bolscevico e a lui si attribuisce la frase "Date ai lavoratori mezzo chilo di pane e il movimento si esaurirà", pronunciata il 25 febbraio 1917.
Entrato a far parte del Soviet, fu dapprima incapace di orientarsi negli avvenimenti e attese l'ordine del comitati operai di Pietroburgo e di Vyborg per armare e formare i quadri della guardie rosse. Ostile al governo provvisorio, alla fine di marzo si oppose da sinistra alla linea del partito delineata da Kamenev, Stalin e Muranov, favorevoli alla fusione con i menscevichi.
In aprile si occupò del ritorno degli emigrati e accolse Lenin alla stazione di Beloostrov, al confine con la Finlandia. Nei giorni successivi, per un incidente di macchina fu ricoverato all'ospedale per due settimane e non poté partecipare alla Conferenza del partito, apertasi il 27 aprile, nella quale, con l'iniziale solitario sostegno della Kollontaj, s'impose la linea politica di Lenin, fondata sull'abbandono dell'idea che le rivoluzioni procedano per tappe obbligate, sull'opposizione al governo e sulla necessità di una lunga opera di propaganda tra le masse operaie, in preparazione del passaggio del potere politico ai Soviet.
Šljapnikov si dedicò all'organizzazione sindacale e fu eletto presidente del sindacato dei metallurgici. In ottobre, quando nel partito fu discussa la possibilità dell'insurrezione, egli apparve esitante e non ebbe alcun ruolo nelle giornate decisive. Fu comunque eletto commissario del popolo (ministro) al lavoro nel primo governo sovietico e propose una coalizione con menscevichi e socialrivoluzionari. Nel giugno del 1918, durante la guerra civile, gli fu affidato il comando della 11ª Armata operante nel Caucaso, ma le sconfitte subite provocarono la sua sostituzione, nel febbraio del 1919, con Konstantin Aleksandrovič Mechonošin.
Tornato a Mosca, s'impegnò nel dibattito sull'economia, sostenendo che ai sindacati dovesse essere affidata una funzione preminente nella sua direzione contro il proliferare degli organismi burocratici. Erano le tesi intorno alle quali si costituì l'Opposizione operaia, alla quale aderirono molti dirigenti sindacali, tra cui il suo amico Sergej Pavlovič Medvedev, Aleksej Semënovič Kiselëv e Jurij Chrisanfovič Lutovinov, oltre che, come una sorta di mentore esterno, Aleksandra Kollontaj. L'Opposizione operaia venne condannata al X Congresso del partito, ma Šljapnikov continuò a battersi nell'Internazionale Comunista poi, nel marzo del 1922, all'XI Congresso, dove definì la NEP una politica economica anti-operaia e, all'inizio del 1924, ribadì le sue critiche firmando con Medvedev la « lettera di Baku ».
Inviato come consigliere d'ambasciata a Parigi, dove iniziò a scrivere le sue memorie, al suo ritorno in Unione Sovietica nel 1926 venne attaccato dalla « Pravda ». Šljapnikov fece atto di sottomissione, ma nel 1930 si vide ancora sottoposto a dure critiche. Escluso dal partito comunista nel 1933, nel 1935 fu esiliato ad Astrachan'. Nuovamente arrestato nel 1936 per «appartenenza ad organizzazione controrivoluzionaria» e trasferito a Mosca, fu condannato a morte e fucilato il 2 settembre 1937.
Anche sua moglie fu arrestata e condannata a otto anni di carcere, mentre i loro tre bambini venivano inviati separatamente in orfanotrofio, per essere solo successivamente riuniti. Nel 1948–1951 tutti e tre i figli, che non avevano allora più di venti anni, e la loro madre furono arrestati durante una nuova ondata di terrore e condannati ad essere rinchiusi in un campo di prigionia in Siberia: solo all'unica femmina la sentenza fu immediatamente commutata nel confino a Krasnojarsk. Furono tutti liberati verso la metà degli anni Cinquanta. Šljapnikov fu riabilitato nel 1963 e nel 1988 ottenne anche la riammissione postuma nel PCUS.

## Scritti
- (RU) Kanun semnadcatogo goda. Semnadcatyj god [Vigilia del 1917. Il 1917], 3 voll., Mosca, Respublika, 1992-1994.